# Saint-André-les-Vergers

Saint-André-les-Vergers este o comună în departamentul Aube din nord-estul Franței. În 1 ianuarie 2022 avea o populație de 12.695 de locuitori.